# Landkreis Weilheim-Schongau
Der Landkreis Weilheim-Schongau liegt im Voralpenland des Regierungsbezirks Oberbayern. Er umfasst den größten Teil des Pfaffenwinkels und entstand 1972 im Rahmen der Kreisreform aus den wesentlichen Teilen der Landkreise Weilheim in Oberbayern und Schongau.

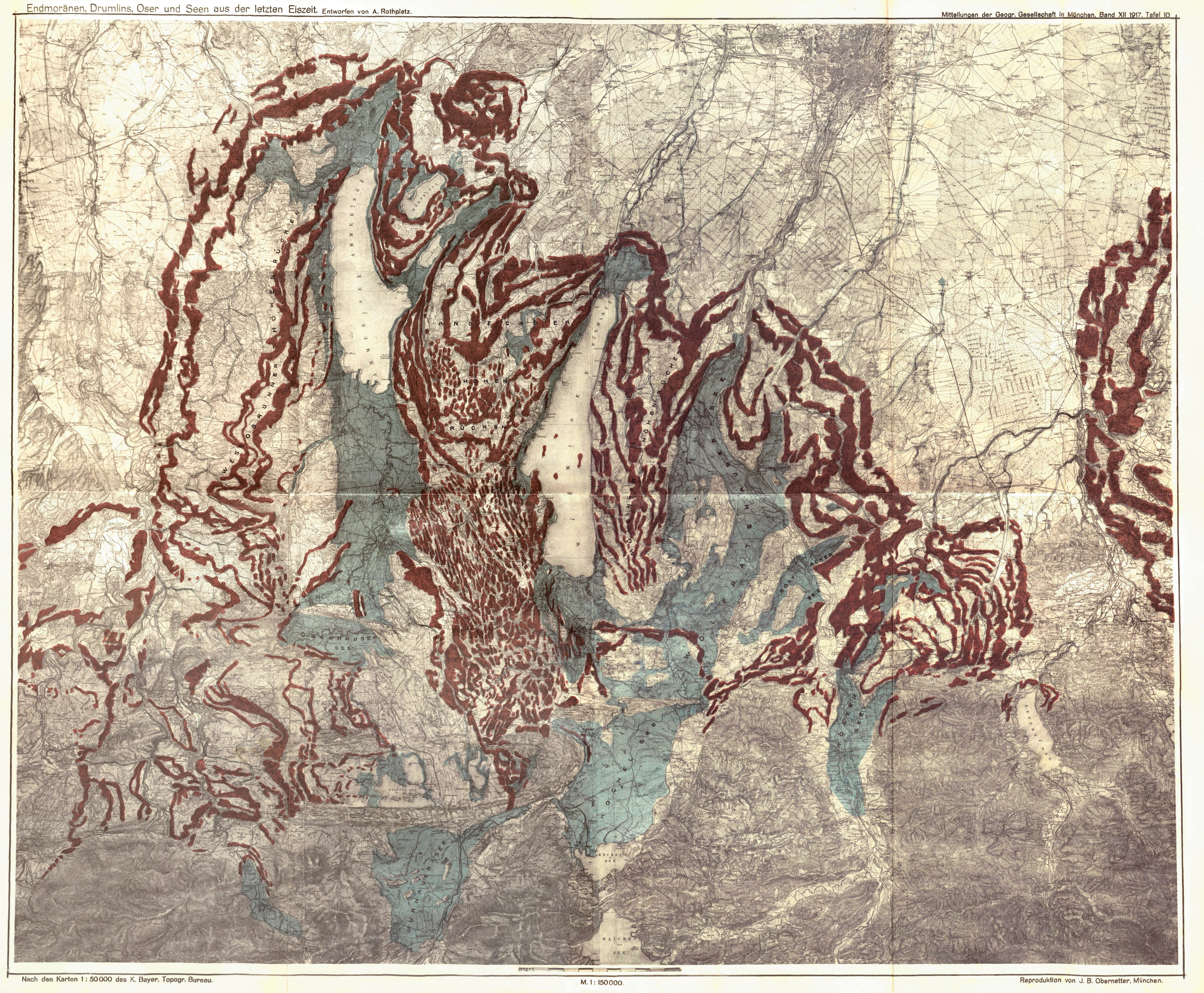
Maximale Ausdehnung des Isar-Loisach-Gletschers in der Würm-Kaltzeit mit Moränenstrukturen (rot) und Gletscherseen (blaugrün). Gezeigt sind jeweils die maximalen Ausdehnungen und keine Momentaufnahme. August Rothpletz, 1917

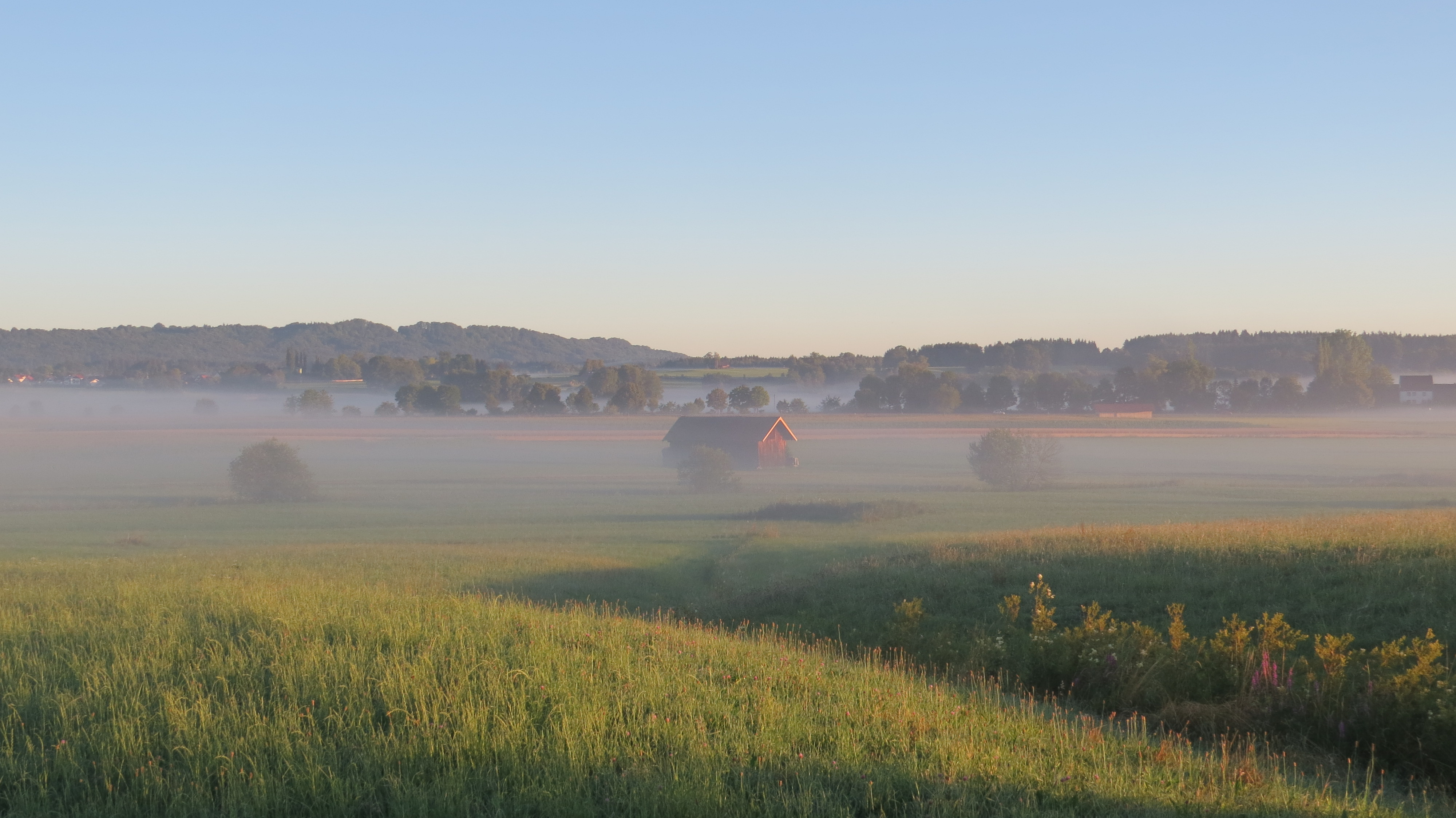
Ammerniederung südlich von Weilheim

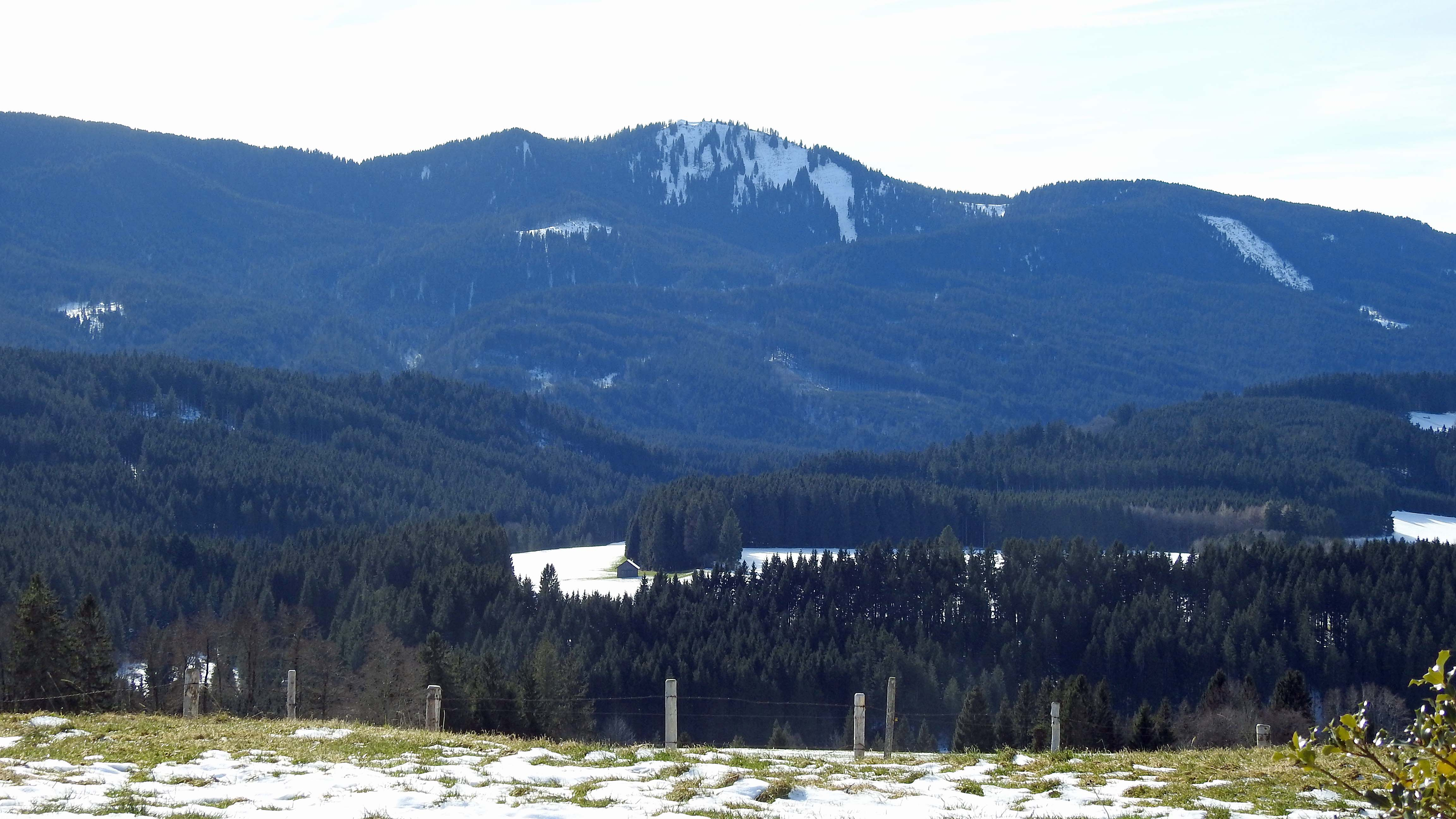
Niederbleick (1589 m), höchste Erhebung im Landkreis Weilheim-Schongau

## Geographie

### Lage
Im Westen ist der Lech, im Kerngebiet die Ammer (und der Ammersee) und an der Ostgrenze des Landkreises die Loisach das wichtigste Gewässer. Im Nordosten grenzt der Starnberger See an. Der Hohe Peißenberg mit 988 m ü. NHN teilt den Raum Schongau vom Raum Weilheim. Höchster Punkt im Landkreis ist die Niederbleick bei Wildsteig mit 1589 m ü. NHN, niedrigster Punkt die Ammermündung bei Fischen am Ammersee mit 533 m ü. NHN.
Die Grenze zwischen dem bairischen und dem schwäbischen Sprachgebiet bildet – anders als am unteren Lech nördlich von Augsburg – hier im oberen Lechgau und im Lechrain mit den wesentlichen Merkmalen einen breiten Übergang zwischen Lech und Ammer.

### Nachbarkreise
Der Landkreis grenzt im Uhrzeigersinn im Norden beginnend an die Landkreise Landsberg am Lech, Starnberg, Bad Tölz-Wolfratshausen, Garmisch-Partenkirchen und Ostallgäu.

## Geologie

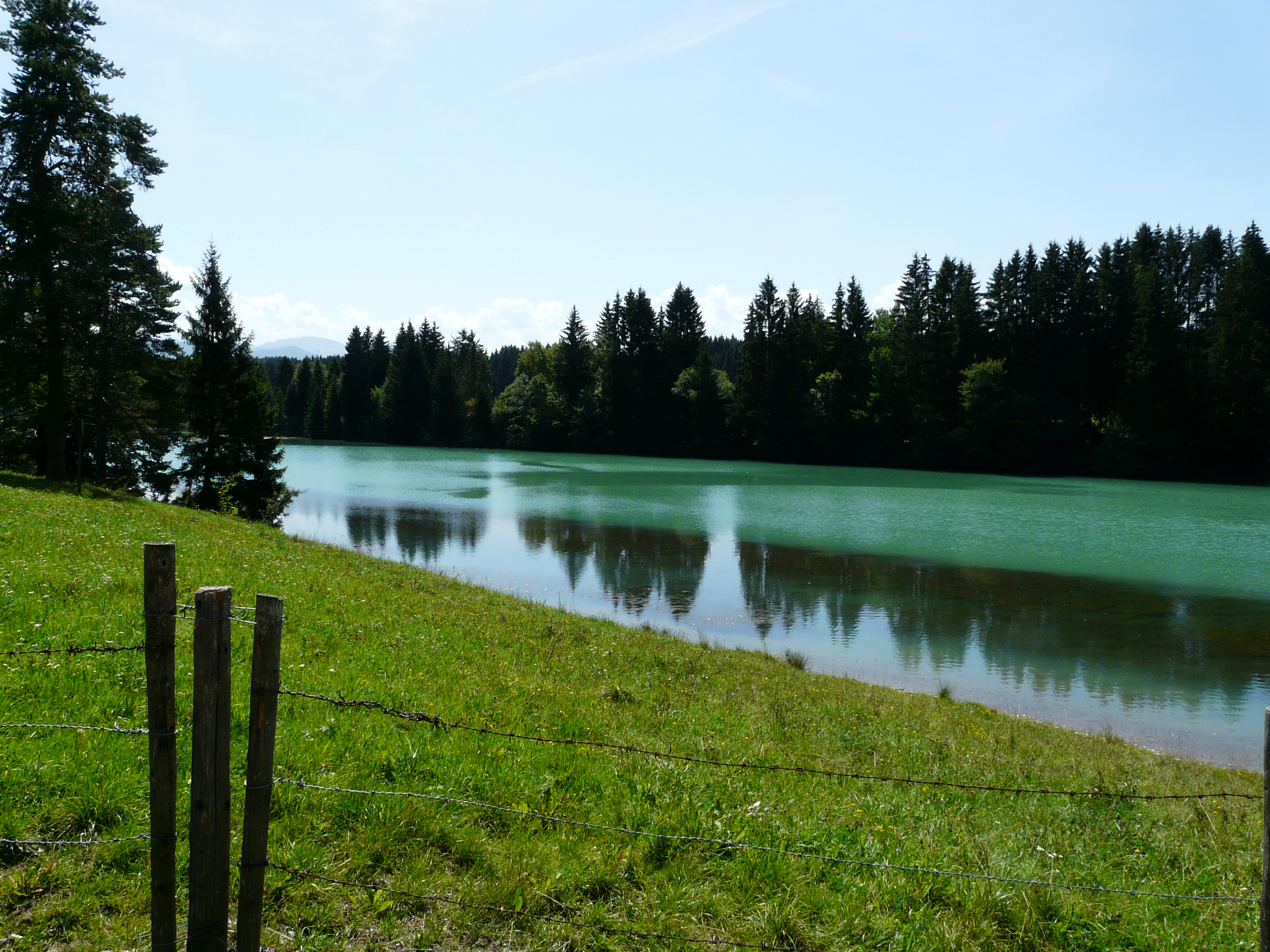
Der Lech bei Bernbeuren

Das geomorphologische Erscheinungsbild des Landkreises ist besonders geprägt von den Eiszeiten des Quartärs, die vor etwa 2,6 Millionen Jahren einsetzten. In den Eiszeiten bahnten sich wiederholt Gletscher aus den Zentralalpen (beispielsweise dem Ötztal) ihren Weg durch die nördlichen Teile der Alpen bis weit ins Alpenvorland hinein und schabten dabei unter anderem die Seen des Landkreises aus dem zuvor im Tertiär gebildeten Molasseuntergrund heraus. Besonders die Hauptzunge des Isar-Loisach-Gletschers, die zwischen Herzogstand und Jochberg hervorbrach, schob dabei Erd- und Gesteinsmassen fast bis nach München vor sich her. Der Vorstoß und das Abschmelzen des Gletschers in der Würm-Kaltzeit ist für die Gestalt des Naturraums von besonderer Bedeutung, da die dabei abgelagerten Moränenwälle und Tumuli die Grundlagen der vielen Hügel(ketten) im Landkreis bilden.
Für ausführlichere Informationen zur Geologie der Region sei auf den Artikel zum Alpenvorland verwiesen.

## Geschichte

### Frühgeschichte
Lange Zeit war das heutige Kreisgebiet mit einem dichten Urwald bewachsen und von Menschen unbewohnt. Die frühesten Funde menschlicher Aktivitäten stammen aus der späteren Steinzeit. Von der Pollinger Kultur (3900 bis 3500 v. Chr.) stammen Funde von Henkeltassen oder Töpfen mit teppichartigen Verzierungen. Weitere Besiedlungsspuren stammen aus der Bronzezeit. Vor den Römern, die ab 15 v. Chr. in die Gegend kamen, waren die Kelten im Kreisgebiet. Die römische Provinz, zu der das Gebiet gehörte, hieß Raetien. Um 476 zogen sich die Römer zurück nach Süden. Dann kamen ins östliche Kreisgebiet die Bajuwaren und im Westen die Alemannen und bis heute gibt es hier eine Sprachgrenze zwischen dem bairischen Dialekt und dem Lechrainer Dialekt bzw. dem ostschwäbischen Dialekt westlich des Lechs. Im Laufe der Zeit hatten Franken, Welfen, die Hohenstaufen, Huosi, Andechs-Meranier, Agilolfinger und die Wittelsbacher die Herrschaft in dem Gebiet.

### Landgerichte
Im heutigen Kreisgebiet wurden 1803 die Landgerichte Weilheim und Schongau errichtet. Sie gehörten zum Isarkreis, der 1838 in Oberbayern umbenannt wurde.

### Bezirksämter
Im Jahr 1862 wurden aus den Landgerichten Weilheim in Oberbayern und Schongau die gleichnamigen Bezirksämter gebildet.

### Landkreise
Am 1. Januar 1939 wurde wie sonst überall im Deutschen Reich die Bezeichnung Landkreis eingeführt. So wurden aus den Bezirksämtern die Landkreise Schongau und Weilheim in Oberbayern.

### Landkreis Weilheim-Schongau
Im Rahmen der Gebietsreform in Bayern wurde am 1. Juli 1972 aus dem größten Teil des Landkreises Weilheim in Oberbayern, dem größten Teil des Landkreises Schongau (beide Regierungsbezirk Oberbayern) und der Gemeinde Ingenried des Landkreises Marktoberdorf (Regierungsbezirk Schwaben) ein neuer Landkreis gebildet, der zunächst die Bezeichnung „Landkreis Weilheim in Oberbayern“ erhielt. Einige Gemeinden im Norden des Landkreises Schongau kamen zum Landkreis Landsberg am Lech, die Gemeinde Bayersoien sowie mehrere Gemeinden im Süden des Landkreises Weilheim wurden den Landkreisen Garmisch-Partenkirchen und Bad Tölz-Wolfratshausen zugeordnet. Am 1. Mai 1973 erhielt der neue Landkreis den Doppelnamen „Landkreis Weilheim-Schongau“.

### Einwohnerentwicklung

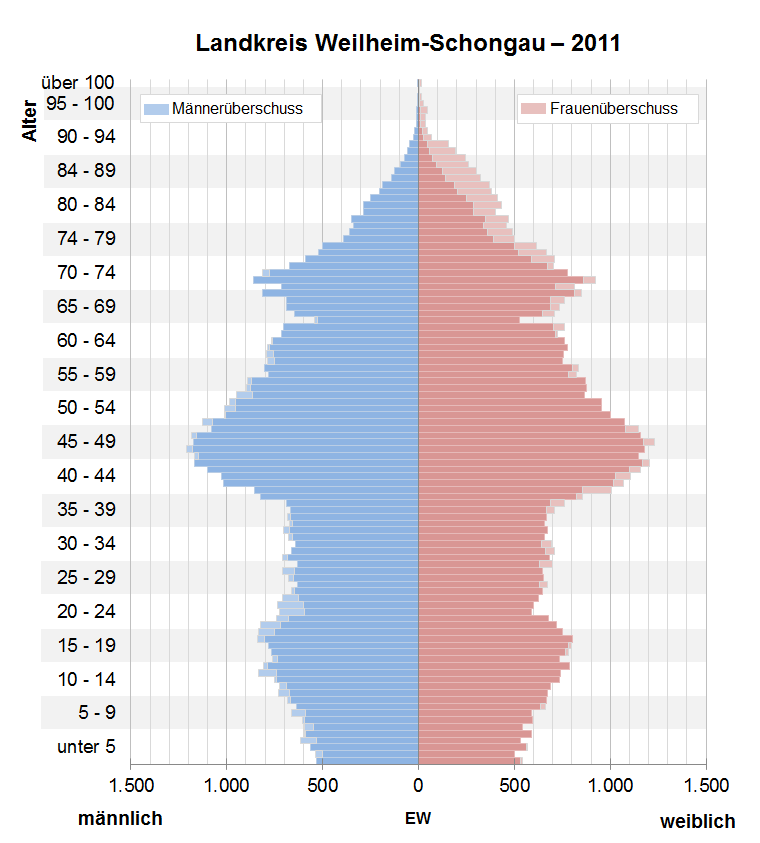
Bevölkerungspyramide für den Kreis Weilheim-Schongau (Datenquelle: Zensus 2011)

Der Landkreis Weilheim-Schongau gewann von 1988 bis 2008 rund 23.000 Einwohner hinzu bzw. wuchs um ca. 21 %. Zwischen 1988 und 2018 wuchs der Landkreis von 107.913 auf 135.348 um 27.435 Einwohner bzw. um 25,4 %.
Die nachfolgenden Zahlen beziehen sich auf den Gebietsstand vom 25. Mai 1987:
| Jahr | Einwohnerzahl |
| ---- | ------------- |
| 1840 | 25.872        |
| 1871 | 29.897        |
| 1900 | 40.827        |
| 1925 | 53.209        |
| 1939 | 57.682        |
| 1950 | 89.577        |
| 1961 | 88.024        |
| 1970 | 96.358        |
| 1987 | 106.374       |
| 1991 | 114.562       |
| 1995 | 120.756       |
| 2000 | 127.018       |
| 2005 | 131.034       |
| 2010 | 130.922       |
| 2015 | 132.906       |
| 2020 | 136.134       |

## Baudenkmäler
Siehe Baudenkmäler im Landkreis Weilheim-Schongau

## Wirtschaft und Infrastruktur
Der Landkreis gehört zu den zehn deutschen Landkreisen mit der geringsten Arbeitslosigkeit. Das verdankt er seiner gewachsenen und ausgewogenen Wirtschaftsstruktur von Industrie und Handwerk, Landwirtschaft, Handel und Dienstleistungen, der eine von Großbetrieben verursachte Monotonie fehlt. Handwerkliche und mittelständische Betriebe prägen das Wirtschaftsgefüge, fast zwei Drittel der Arbeitnehmer des Landkreises sind hier beschäftigt. In Weilheim ist das Berufsbildungs- und Technologiezentrum der Handwerkskammer für München und Oberbayern (BTZ) für fünf oberbayerische Landkreise angesiedelt.

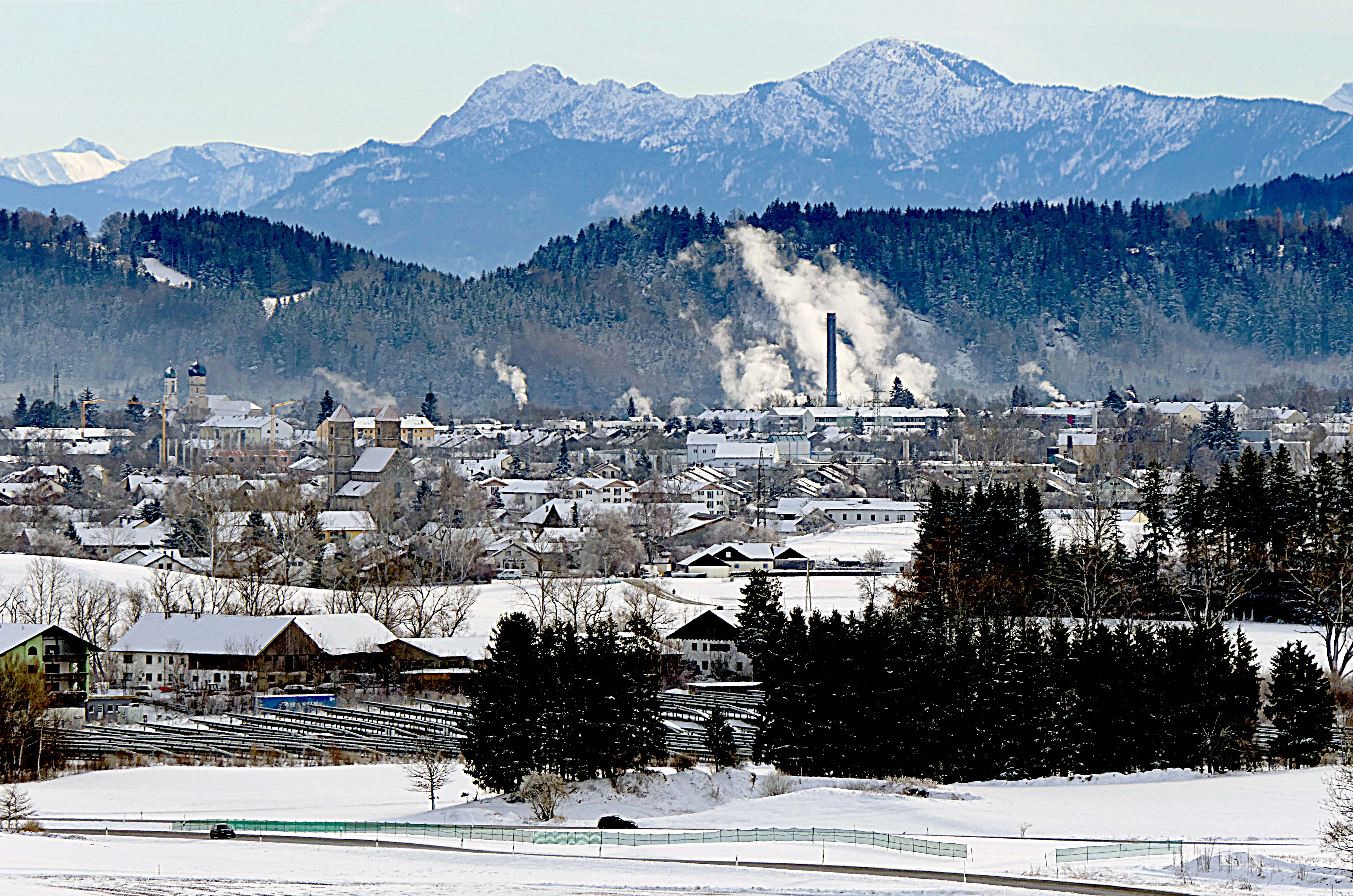
Wirtschaftszentrum im westlichen Landkreis: Schongau, im Vordergrund Altenstadt

Die Einkommensteuerkraft je Einwohner lag im Jahr 2004 bei 291 Euro (Bundesdurchschnitt 216). Die Kaufkraft je Einwohner im Jahr 2005 lag bei 9.457 Euro (Bundesdurchschnitt 8.523).
Im Zukunftsatlas 2016 belegte der Landkreis Weilheim-Schongau Platz 107 von 402 Landkreisen, Kommunalverbänden und kreisfreien Städten in Deutschland und zählt damit zu den Regionen mit „Zukunftschancen“. In der Ausgabe von 2019 verbesserte er sich auf Platz 40 von 401.

### Verkehr

#### Straßen
Der Verkehr durch den Landkreis ist relativ ruhig: Das Autobahnnetz berührt den Landkreis nur im Osten (A 95 München–Garmisch). Die Hauptverkehrsadern sind die B 2, B 23, B 472 und B 17.

#### Bahn
Die Kreisstadt Weilheim mit dem Bahnhof Weilheim (Oberbay) ist ein Knotenpunkt des regionalen Eisenbahnnetzes. Die Stadt hatte im 19. Jahrhundert selbst die Initiative zum Bahnbau ergriffen und auf eigene Kosten die folgenden Strecken eröffnet:
- 1865: Tutzing–Penzberg[12]
- 1866: Tutzing–Weilheim–Unterpeißenberg[13]

Die Königlich Bayerischen Staatseisenbahnen erweiterten das Schienennetz durch die Verbindungen Unterpeißenberg–Peißenberg (1875) und Weilheim–Murnau (1879). 1898 folgte die Weiterführung von Penzberg über Bichl nach Kochel und die Verbindung Augsburg–Weilheim am Ammersee entlang.
Die Stadt Schongau wurde 1886 zunächst parallel zum Lech mit Landsberg verbunden. Es dauerte über 30 Jahre, bis 1917 von Schongau über Peiting die Lücke nach Peißenberg geschlossen wurde und somit Züge auch nach Weilheim fahren konnten. Schließlich folgte – schon unter der Regie der Deutschen Reichsbahn – im Jahre 1923 die Nebenbahn Schongau–Kaufbeuren. Diese wurde 1972 stillgelegt, ferner 1984 der Personenverkehr der Strecke Schongau–Landsberg, auf der jetzt die DB Cargo Güterzüge betreibt. Für den Personenverkehr sind also noch etwa 75 % des ursprünglichen Netzes von rund 100 km Länge in Betrieb.

## Politik

### Landräte
| Amtszeit                        | Landrat             | Partei |
| ------------------------------- | ------------------- | ------ |
| 1. Juli 1972 bis 30. April 1978 | Georg Bauer         | CSU    |
| 1. Mai 1978 bis 30. April 1996  | Manfred Blaschke    | CSU    |
| 1. Mai 1996 bis 30. April 2008  | Luitpold Braun      | CSU    |
| 1. Mai 2008 bis 30. April 2014  | Friedrich Zeller    | SPD    |
| seit 1. Mai 2014                | Andrea Jochner-Weiß | CSU    |

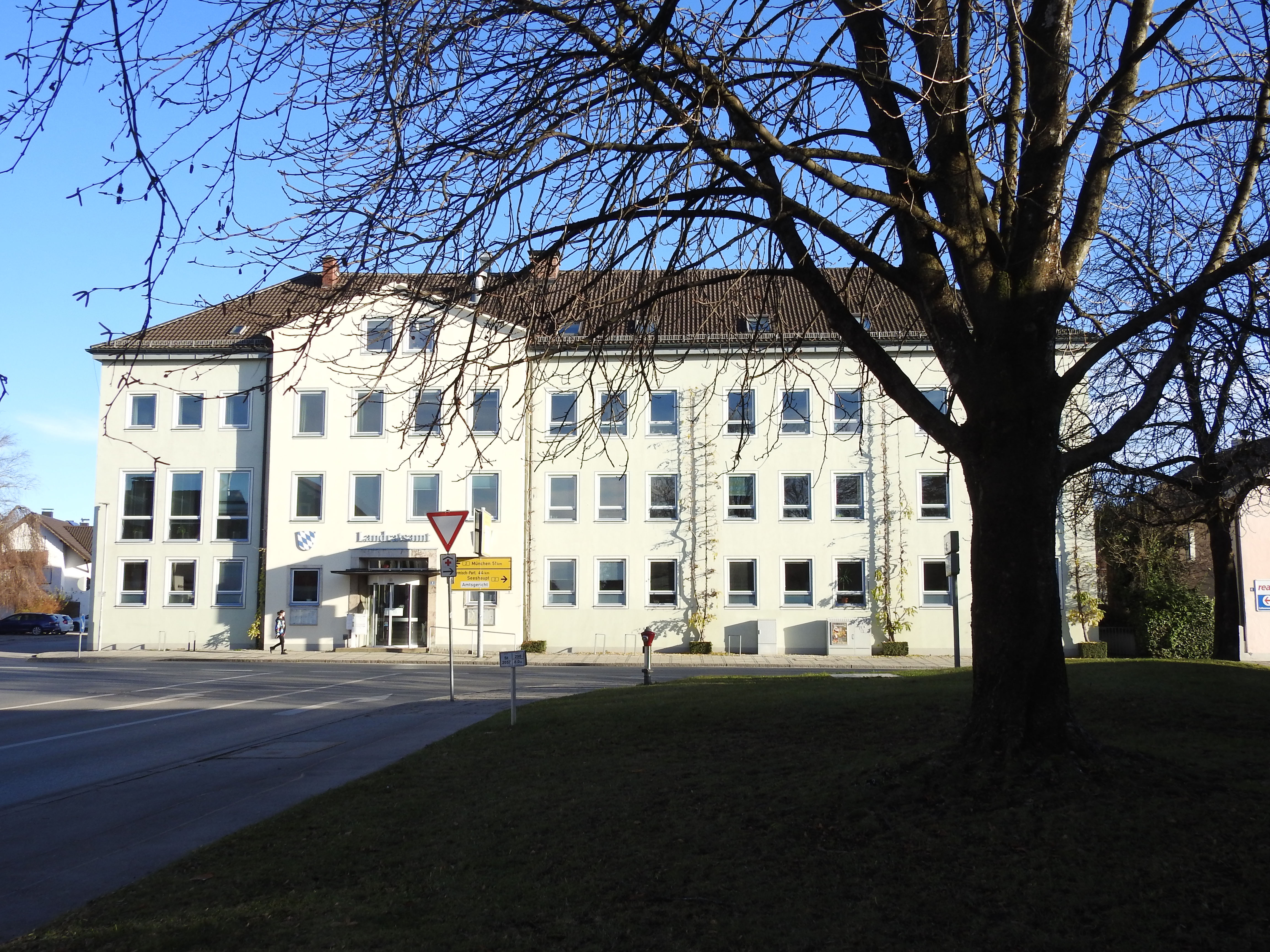
Landratsamt in Weilheim

Bei einer Stichwahl am 30. März 2014 setzte sich Andrea Jochner-Weiß mit 68,02 Prozent der Stimmen gegen Friedrich Zeller durch.

### Kreistag
| Wahl des Kreistags Weilheim-Schongau 2020Wahlbeteiligung: 65,5 % (2014: 62,1 %) %403020100 34,017,411,010,06,56,45,02,72,32,01,61,1 CSUGrüneSPDBfLÖDPeFWfAfDUnabhBfPiFDPBPLinkeGewinne und Verlusteim Vergleich zu 2014 %p 8 6 4 2 0 −2 −4 −6 −8−10−4,7+6,5−8,2−3,7−0,2+0,6+5,0+2,7+2,3+0,2−1,3+1,1CSUGrüneSPDBfLÖDPFWAfDUnabhBfPFDPBPLinkeAnmerkungen:e 2014: Unabhängige/ÖDPf Bürger für den Landkreis Weilheim-Schongaui Bürger für Penzberg Sitzverteilung im Kreistag des Landkreises Weilheim-Schongau 2020Insgesamt 60 Sitze - DIE LINKE.: 1 - GRÜNE: 10 - SPD: 7 - ÖDP: 4 - UNABHÄNGIGE: 2 - FREIE WÄHLER: 4 - BfL: 6 - BfP: 1 - FDP: 1 - CSU: 20 - BP: 1 - AfD: 3 |

| Partei / Liste                                   | Wahl 2020 | Wahl 2020 | Wahl 2014 | Wahl 2014 | Wahl 2008 | Wahl 2008 | Wahl 2002 | Wahl 2002 |
| Partei / Liste                                   | %         | Sitze     | %         | Sitze     | %         | Sitze     | %         | Sitze     |
| ------------------------------------------------ | --------- | --------- | --------- | --------- | --------- | --------- | --------- | --------- |
| CSU                                              | 34,0      | 20        | 38,7      | 23        | 40,9      | 25        | 53,5      | 33        |
| GRÜNE                                            | 17,4      | 10        | 10,9      | 7         | 9,6       | 6         | 7,8       | 4         |
| SPD                                              | 11,0      | 7         | 19,2      | 12        | 22,0      | 13        | 24,6      | 15        |
| BfL (Bürger für den Landkreis Weilheim-Schongau) | 10,0      | 6         | 13,7      | 8         | 15,5      | 9         | –         | –         |
| ÖDP                                              | 6,5       | 4         | –         | –         | –         | –         | –         | –         |
| Freie Wähler                                     | 6,4       | 4         | 5,8       | 3         | –         | –         | –         | –         |
| AfD                                              | 5,0       | 3         | –         | –         | –         | –         | –         | –         |
| Unabhängige                                      | 2,7       | 2         | –         | –         | –         | –         | –         | –         |
| BfP (Bürger für Penzberg)                        | 2,3       | 1         | –         | –         | –         | –         | –         | –         |
| FDP                                              | 2,0       | 1         | 1,8       | 1         | 3,5       | 2         | 2,5       | 1         |
| Bayernpartei                                     | 1,6       | 1         | 2,9       | 2         | –         | –         | –         | –         |
| Die Linke                                        | 1,1       | 1         | –         | –         | –         | –         | –         | –         |
| Unabhängige/ödp                                  | –         | –         | 6,7       | 4         | 6,5       | 4         | –         | –         |
| REP                                              | –         | –         | 0,3       | 0         | 2,0       | 1         | 1,7       | 1         |
| Parteifreie u. Unabh. Wählergemeinschaft         | –         | –         | –         | –         | –         | –         | 10,1      | 6         |
| Gesamt                                           | 100       | 60        | 100       | 60        | 100       | 60        | 100       | 60        |
| Wahlbeteiligung                                  | 65,5 %    | 65,5 %    | 62,1 %    | 62,1 %    | 67,1 %    | 67,1 %    | 67,2 %    | 67,2 %    |

### Wappen und Flagge
Dem Landkreis Weilheim-Schongau ist nach Beschluss des Kreistags und Zustimmung der Regierung von Oberbayern mit Schreiben derselben vom 21. Mai 1974 die Genehmigung erteilt worden, das nachstehend beschriebene Wappen zu führen.
| Wappen des Landkreises Weilheim-Schongau | Blasonierung: „Unter goldenem Schildhaupt, darin ein schreitender, herschauender, rot bewehrter und rot bezungter schwarzer Löwe, in Blau ein goldener Abtstab, dem ein silberner Schlägel und ein silberner Hammer schräg gekreuzt unterlegt ist.“ |
| Wappen des Landkreises Weilheim-Schongau | Wappenbegründung: Der Löwe ist aus dem Wappen der Hohenstaufen entnommen, die als Erben der Welfen seit dem ausgehenden 12. Jahrhundert am oberen Lechrain reich begütert waren und als schwäbische Herzöge, deutsche Könige und Kaiser eine bedeutende historische Rolle spielten. Der herschauende Löwe ist zugleich Wappenzeichen der welfischen Herzöge, wie es in Steingaden überliefert ist. Welfische Stammgüter lagen im Schongauer Gebiet. Der Abtstab unterstreicht die große kulturelle und wirtschaftliche Bedeutung der im Kreisgebiet liegenden früheren Klöster Wessobrunn, Polling, Habach, Bernried, Rottenbuch und Steingaden. Die Bergmannswerkzeuge Hammer und Schlägel, das sogenannte Gezäh, sind die heraldischen Symbole für Bergbau und erinnern an den seit dem 19. Jahrhundert intensiver betriebenen staatlichen Pechkohlebergbau in Penzberg und Peißenberg, der in den 1960er-Jahren seine größte Blüte erlebte und bis zur Stilllegung der Gruben 1966/71 das Wirtschaftsleben des Landkreises prägte. Die Tingierung des Hauptfeldes in Silber und Blau weist auf die wittelsbachische Landesherrschaft seit 1268 und die Zugehörigkeit zu Bayern hin. Das seit 1974 geltende Landkreiswappen symbolisiert die Zusammensetzung des Verwaltungsbezirks aus den ehemaligen Landkreisen Schongau und Weilheim. Durch die Übernahme des Staufer Löwen aus dem früheren Schongauer Kreiswappen und der Figur mit Hammer, Schlägel und Abtsstab aus dem früheren Weilheimer Wappen wird das Hoheitszeichen beiden Teilgebieten des 1972 formierten Landkreises Weilheim-Schongau mit Sitz des Landratsamtes in Weilheim gerecht. |

Flagge
„Der Landkreis führt eine Fahne in den Farben Schwarz-Gelb-Blau.“
Der Landkreis führt diese Flagge wie das Wappen ebenfalls seit dem 21. Mai 1974.

## Gemeinden
(Einwohner am 31. Dezember 2023)
| Städte 1. Penzberg (16.854) 2. Schongau (12.563) 3. Weilheim in Oberbayern (23.147) Märkte 1. Peißenberg (12.949) 2. Peiting (11.804) Verwaltungsgemeinschaften 1. Altenstadt (Oberbayern) (Gemeinden Altenstadt, Hohenfurch, Ingenried, Schwabbruck und Schwabsoien) 2. Bernbeuren (Gemeinden Bernbeuren und Burggen) 3. Habach (Gemeinden Antdorf, Habach, Obersöchering und Sindelsdorf) 4. Huglfing (Gemeinden Eberfing, Eglfing, Huglfing und Oberhausen) 5. Rottenbuch (Gemeinden Böbing und Rottenbuch) 6. Seeshaupt (Gemeinden Iffeldorf und Seeshaupt) 7. Steingaden (Gemeinden Prem, Steingaden und Wildsteig) | Weitere Gemeinden 1. Altenstadt (3280) 2. Antdorf (1314) 3. Bernbeuren (2425) 4. Bernried am Starnberger See (2421) 5. Böbing (1876) 6. Burggen (1683) 7. Eberfing (1485) 8. Eglfing (1150) 9. Habach (1139) 10. Hohenfurch (1717) 11. Hohenpeißenberg (3846) 12. Huglfing (2885) 13. Iffeldorf (2737) 14. Ingenried (1096) 15. Oberhausen (2144) 16. Obersöchering (1558) 17. Pähl (2534) 18. Polling (3605) 19. Prem (951) 20. Raisting (2367) 21. Rottenbuch (1842) 22. Schwabbruck (1011) 23. Schwabsoien (1447) 24. Seeshaupt (3189) 25. Sindelsdorf (1224) 26. Steingaden (2909) 27. Wessobrunn (2221) 28. Wielenbach (3372) 29. Wildsteig (1307) Keine gemeindefreien Gebiete |

## Schutzgebiete
Im Landkreis befinden sich 23 Naturschutzgebiete, 17 Landschaftsschutzgebiete, 22 FFH-Gebiete und mindestens 67 vom Bayerischen Landesamt für Umwelt ausgewiesene Geotope (Stand August 2016).

## Sport
2021 bewarb sich der Kreis als Host Town für die Gestaltung eines viertägigen Programms für eine internationale Delegation der Special Olympics World Summer Games 2023 in Berlin. 2022 wurde er als Gastgeber für Special Olympics Kuba ausgewählt. Damit wurde er Teil des größten kommunalen Inklusionsprojekts in der Geschichte der Bundesrepublik mit mehr als 200 Host Towns.

## Kfz-Kennzeichen
Am 5. August 1974 wurde dem Landkreis das seit dem 1. Juli 1956 für den Landkreis Weilheim in Oberbayern gültige Unterscheidungszeichen WM zugewiesen. Es wird durchgängig bis heute ausgegeben.
Bis in die 1990er Jahre erhielten Fahrzeuge aus dem Altkreis Schongau Kennzeichen mit den Buchstabenpaaren AA bis ZZ und den Zahlen von 100 bis 999.
Seit dem 16. September 2013 ist das im früheren Landkreis Schongau vergebene Unterscheidungszeichen SOG wieder erhältlich.